# Museet for Samtidskunst
Museet for Samtidskunst er et dansk kunstmuseum. Museet åbnede i 1991 og opnåede statsanerkendelse i 1994. Museet drives med tilskud fra Roskilde Kommune og staten.
Museet havde indtil 2021 lokaler i Det Kongelige Palæ i Roskilde (en) (også kaldet Det Gule Palæ) midt i Roskilde, hvor Absalonsbuen forbinder palæet med Roskilde Domkirke. Museet er i dag uden lokaler og udstiller på midlertidige lokationer og digitalt.
Museet for Samtidskunst blev oprettet efter fluxusfestivalen Festival of Fantastics afholdt i Roskilde i 1985. Museet for Samtidskunst har lagt fokus på eksperimenterende og procesorienteret kunst tilknyttet dialog i form af tekst, billeder, lyd, film, video eller i en eller anden installationsmæssig kombination af flere former. Museet for Samtidskunst er ofte blevet fremhævet som en af de kulturelle institutioner, der udfylder et stort hul i det ellers tæt besatte danske museumslandskab[kilde mangler] Museet har udstillet og arbejdet med danske samtidskunstnere som Lea Porsager, Esben Weile Kjær, Lilibeth Cuenca Rasmussen m.fl.